# Þórólfsfell (berg i Island, lat 64,45, long -20,51)
Þórólfsfell är ett berg i republiken Island. Det ligger i regionen Suðurland, 80 km nordost om huvudstaden Reykjavík. Toppen på Þórólfsfell är 716 meter över havet, eller 220 meter över den omgivande terrängen. Bredden vid basen är 2,1 km.
Trakten runt Þórólfsfell är nära nog obefolkad, med mindre än två invånare per kvadratkilometer. Det finns inga samhällen i närheten. Trakten runt Þórólfsfell består i huvudsak av gräsmarker.